# Saxifraga orogredensis
Saxifraga orogredensis är en stenbräckeväxtart som beskrevs av S. Rivas-martínez, V. de la Fuente, D. Sánchez-mata. Saxifraga orogredensis ingår i Bräckesläktet som ingår i familjen stenbräckeväxter. Inga underarter finns listade i Catalogue of Life.